# Връшка чука
Вижте пояснителната страница за други значения на Връшка чука.
Връшка чука е уединена височина в Северозападна България, Западния Предбалкан, област Видин и Република Сърбия.
Изолираната височина Връшка чука се издига в най-западната част на Западния Предбалкан и е разположена на границата ни с Република Сърбия между 403 и 410 гранични пирамиди. От север на юг държавната граница разделя височината на две части, като югоизточната, най-висока и по-малка по площ част попада в българска територия, а останалата по-ниска и по-голяма по площ – в сръбска територия. Височината е изградена предимно от юрски варовици. Склоновете ѝ във всички посоки са стръмни, като на юг чрез ниска седловина (450 м) се свързва с планината Бабин нос, а на север едноименната седловина Връшка чука (367 м) я отделя от плоския вододел Бачията.
Дължината на височината от северозапад на югоизток е 3 км, а ширината ѝ – 1 – 1,2 км. Максимална височина е връх Връшка чука (692 м), който се издига на повече от 300 м над околните равнинни земи. Възвишението е обрасло с ниски храстови гори, като най-високите билни части са оголени, а в подножието има обработваеми земи.
Северно от височината, през седловината Връшка чука, при ГКПП „Връшка чука“ преминава второкласен Републикански път II-14 Видин през град Кула за сръбския град Зайчар, който отстои на 11 км западно от седловината.
В северозападното подножие на височината, на сръбска територия се разработва находище на черни въглища.

## Други
На Връшка чука е наречена улица в квартал „Модерно предградие“ в София (Карта).

## Топографска карта
- Лист от карта K-34-9. Мащаб: 1 : 100 000.